# Elisabeth Kirchler
Elisabeth Kirchler, né le 17 novembre 1963 à Lanersbach, est une ancienne skieuse alpine autrichienne.

## Palmarès

### Jeux olympiques d'hiver
| Édition / Épreuve | Descente | Super G                          | Slalom géant | Slalom | Combiné                          |
| ----------------- | -------- | -------------------------------- | ------------ | ------ | -------------------------------- |
| JO 1984 Sarajevo  | 9e       | Épreuve inexistante à cette date | Abandon      | —      | Épreuve inexistante à cette date |
| JO 1988 Calgary   | 8e       | 15e                              | —            | —      | —                                |

### Championnats du monde
| Édition / Épreuve           | Descente | Super G                          | Slalom géant | Slalom | Combiné |
| --------------------------- | -------- | -------------------------------- | ------------ | ------ | ------- |
| Mondiaux 1982 Schladming    | 6e       | Épreuve inexistante à cette date | 8e           | —      | —       |
| Mondiaux 1985 Bormio        | 12e      | Épreuve inexistante à cette date | Argent       | —      | —       |
| Mondiaux 1987 Crans-Montana | —        | Abandon                          | Abandon      | —      | —       |
| Mondiaux 1989 Vail          | 22e      | —                                | Abandon      | —      | —       |

### Coupe du monde
- Meilleur résultat au classement général : 4e en 1983
  - 4 victoires : 3 descentes et 1 combiné

#### Différents classements en Coupe du monde
| Année/Classement | Année/Classement | Général | Général | Descente | Descente | Slalom | Slalom | Géant  | Géant  | Super-G | Super-G | Combiné | Combiné |
| ---------------- | ---------------- | ------- | ------- | -------- | -------- | ------ | ------ | ------ | ------ | ------- | ------- | ------- | ------- |
| Année/Classement | Année/Classement | Class.  | Points  | Class.   | Points   | Class. | Points | Class. | Points | Class.  | Points  | Class.  | Points  |
| 1981             | 1981             | 33e     | 42      | 9e       | 42       | -      | -      | -      | -      | -       | -       | -       | -       |
| 1982             | 1982             | 27e     | 45      | 23e      | 8        | -      | -      | 17e    | 19     | -       | -       | 10e     | 18      |
| 1983             | 1983             | 4e      | 163     | 3e       | 76       | -      | -      | 9e     | 46     | -       | -       | 2e      | 47      |
| 1984             | 1984             | 10e     | 122     | 11e      | 40       | -      | -      | 7e     | 55     | -       | -       | 6e      | 44      |
| 1985             | 1985             | 7e      | 156     | 5e       | 71       | 30e    | 7      | 6e     | 65     | -       | -       | 6e      | 33      |
| 1986             | 1986             | 31e     | 51      | -        | -        | -      | -      | 14e    | 28     | 13e     | 21      | 38e     | 2       |
| 1987             | 1987             | 16e     | 74      | 8e       | 32       | -      | -      | 18e    | 16     | 13e     | 26      | -       | -       |
| 1988             | 1988             | 26e     | 47      | 15e      | 31       | -      | -      | 29e    | 2      | 16e     | 14      | -       | -       |
| 1989             | 1989             | 29e     | 42      | 12e      | 31       | -      | -      | -      | -      | 17e     | 11      | -       | -       |

#### Détail des victoires
| Édition / Épreuve | Descente       | Combiné     | Total |
| 1981              | Aspen          | -           | 1     |
| 1983              | Megève II      | Val d'Isère | 2     |
| 1985              | Santa Caterina | -           | 1     |
| Total             | 3              | 1           | 4     |

### Arlberg-Kandahar
- Meilleur résultat : 14e place dans la descente 1983-84 à Val-d'Isère